# Wahhabiten
Als Wahhabiten werden die Angehörigen des Wahhabitentums (arabisch وهّابية Wahhābīya) bzw. Anhänger des Wahhabismus, einer puristisch-traditionalistischen Richtung des sunnitischen Islam, bezeichnet. Die Bewegung gründet sich auf die Lehren Muhammad ibn ʿAbd al-Wahhābs. Die Wahhabiten folgen der hanbalitischen Rechtsschule und lehnen den Sufismus, den Kalām wie auch alle Formen des schiitischen Islam ab. Sie wenden sich darüber hinaus strikt gegen Heiligenverehrung, Wallfahrten zu Gräbern und die Feier des Prophetengeburtstags. Wahhabismus und Salafismus werden oft synonym verwendet.
Die Anhänger Ibn Abd al-Wahhabs nehmen für sich in Anspruch, als einzige die islamische Lehre authentisch zu vertreten. Glaubensauffassungen, die mit dem Wahhabismus nicht vereinbar sind, werden von ihnen als „unislamisch“ deklariert. Die meisten Wahhabiten leben in Saudi-Arabien, wo ihre Lehre staatliche Förderung genießt und etwa durch die Islamische Weltliga global verbreitet werden soll. Daneben dominieren Anhänger der wahhabitischen Lehre auch in Katar, sie finden sich auch in vielen anderen muslimischen Ländern wie in der arabischen Welt, Indien, Pakistan und Westafrika. Die Bezeichnung „Wahhabiten“ für diese Gruppierung wird nur von Außenstehenden verwendet. Sie selbst bezeichnen sich in der Regel nicht so, sondern als Salafis oder einfach als „Sunniten“ (ahl as-sunna) oder Muslime.
Die in Asien verbreitete Gruppe der Ahl-i Hadîth sowie das al-Qaida-Netzwerk stehen den Wahhabiten nahe. Die Ideologie der Taliban weist Ähnlichkeiten mit dem Wahhabismus auf, allerdings sind die Taliban Anhänger der hanafitischen Rechtsschule. In seinem Herrschaftsgebiet führte der Islamische Staat einen auf der Scharia und dem Wahhabismus basierenden 16-Punkte-Katalog ein, der das öffentliche und private Leben massiv normierte und einschränkte.

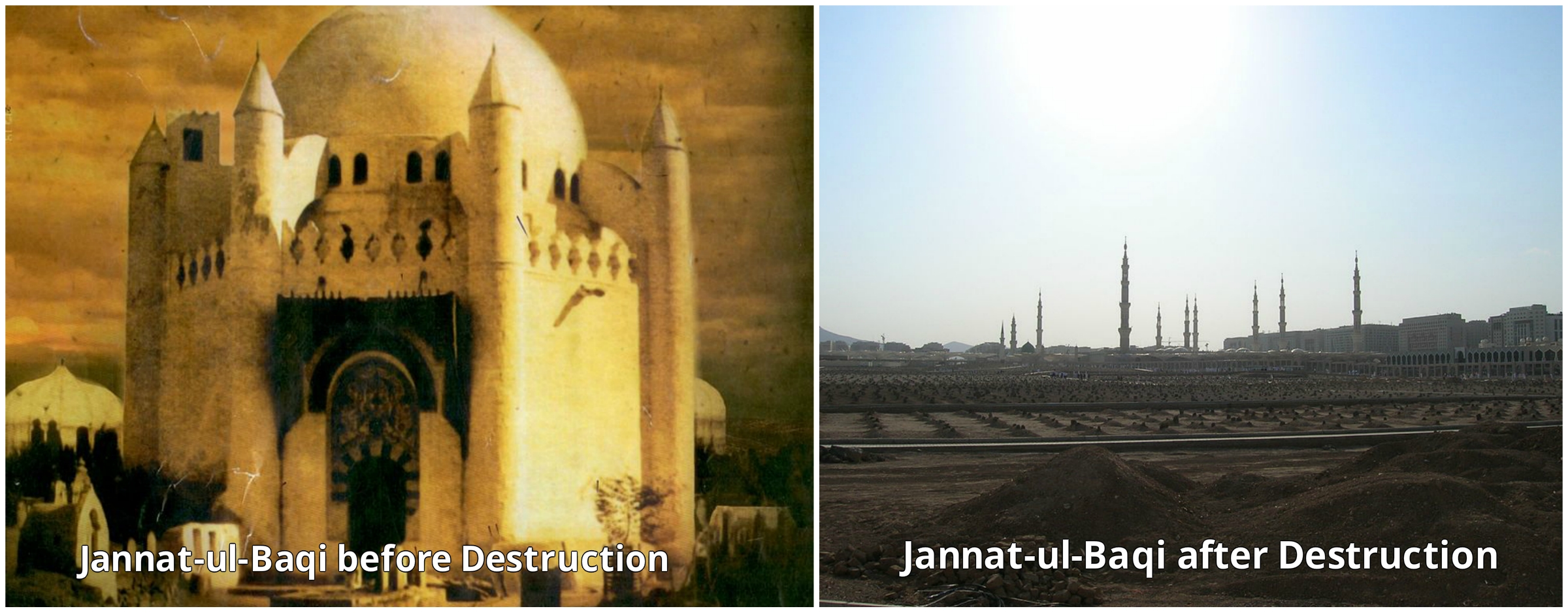
Als eine der bekanntesten Taten von Anhängern des Wahhabismus gilt die Zerstörung des islamischen Kulturerbes in Saudi-Arabien. Das Bild zeigt ein heute zerstörtes Mausoleum auf dem Baqi-Friedhof von Medina 1926 und den Friedhof heute.

## Ursprung und Lehre
Muhammad ibn Abd al-Wahhab lebte im 18. Jahrhundert und stammte aus der Oasenstadt Uyaina im Nadschd (Saudi-Arabien). Er studierte unter anderem in Bagdad. Im Gegensatz zu anderen islamischen Gruppen lehnte es Ibn Abd al-Wahhab ab, die Aussagen des islamischen Rechts, die sich aus dem Koran und der Überlieferung vom Lebenswandel des islamischen Propheten Mohammed (Hadith) ableiten, fortzuentwickeln und mit Hilfe von Analogieschlüssen veränderten Zeiten und Umständen anzupassen. Die möglichst wortgetreue Umsetzung der islamischen Quellen hatte für ihn Vorrang vor der Frage nach der zugrundeliegenden Absicht (niya) der Rechtssätze, die Spielraum für zeitgemäße Veränderungen des Rechts gegeben hätte. Die Lehre verurteilt „Neuerungen“ (Bid'a) als unzulässig.
Gemäß wahhabitischer Lehre ist nicht nur alles verboten, was nach dem Koran oder anderen Überlieferungen verboten ist, sondern auch jede Handlung oder Situation, die zu einer solchen verbotenen Tat führen könnte, was mit einer wortwörtlichen Auslegung des Koran und der Sunna, den Überlieferungen über das Leben, die Handlungen und Aussagen des Propheten Mohammed begründet wird.
Die Anhänger der Lehre Ibn Abd al-Wahhabs betrachten sich selbst nicht als eine Strömung unter vielen, sondern als „die“ Muslime, die den ursprünglichen Islam ausleben. Als Wahhabiten – also als Sondergruppe, die nach ihrem „Gründer“ benannt ist – werden sie nur von ihren Gegnern bezeichnet. Sie selbst sprechen von sich als muwahhidun – als Bekenner des tauhid, des Eingottesglaubens – oder einfach als Muslime. Alle Glaubensauffassungen, die mit den ihren nicht vereinbar sind, sind für sie religiöse Abweichungen und Irrlehren.

## Das Bündnis mit der Familie Saʿūd
Muhammad ibn Abd al-Wahhab begann seine Missionierung 1731. Im Jahr 1740 verkündete er in Huraimala nahe Riad puristische Glaubenssätze zur „Reinigung“ des Islam. Es gelang ihm, den Emir von Diriyya, Muhammad ibn Saud, und dessen Sohn Abd al-Aziz für seine Lehren zu gewinnen. Die Saudis verfolgten das Ziel, die Einigung der Stämme Arabiens auf der Grundlage des wahhabitischen Glaubens unter ihrer Oberhoheit gewaltsam herbeizuführen. Der Puritanismus des wahhabitischen Glaubens entsprach der bescheidenen Lebensführung der Beduinen in der kargen Landschaft Zentralarabiens, die die Verbreitung seiner Lehren unterstützten.
1744 kam es zum Abschluss eines Vertrages, mit dem sich Abd al-Wahhab die religiöse und Ibn Saud die militärische Führung im „Heiligen Krieg“ der Wahhabiten teilten. In Mekka waren die Wahhabiten aber geächtet und deswegen auch von der Teilnahme am Haddsch ausgeschlossen. 1749 nahm der Scherif Masʿūd ibn Saʿīd eine Gruppe von Pilgern aus dem Nadschd gefangen, und einige von ihnen starben in der Gefangenschaft. Um die Erlaubnis zur Teilnahme an der Pilgerfahrt zu erbitten, sandten die Wahhabiten mehrfach Delegationen nach Mekka, meist jedoch vergeblich. Doch konnten bis 1786 die Saudis den gesamten Nadschd erobern und damit das erste Reich der Saud-Dynastie begründen. Der Nadschd stand damals nur nominell unter osmanischer Oberherrschaft, tatsächlich übten die Osmanen im Nadschd keine Herrschaft durch eigene Funktionäre aus. Muhammad ibn Abd al-Wahhab gewann durch die Eroberungen der Āl-Saud und durch Missionierung immer mehr Zulauf.

## Die erste Eroberung des Hedschas (1804/1806) und ihre Auswirkungen
Gegen Ende des 18. Jahrhunderts begannen Stämme aus dem Hochland Nadschd mit der Unterwerfung der Beduinenstämme und zogen bald darauf gegen die Randgebiete der arabischen Halbinsel. Nach einem Feldzug gegen Kerbela, wo sie 1802 Tausende von Einwohnern töteten und den Imam-Husain-Schrein plünderten, eroberten sie bis 1806 die unter dem Schutz des Osmanischen Reichs stehenden Städte Mekka und Medina. Dort zerstörten sie die Grabmäler vieler großer Persönlichkeiten des frühen Islams. Besonders wild wüteten sie auf dem Baqīʿ-Friedhof in Medina, wo sie das in der Seldschukenzeit errichtete Mausoleum der schiitischen Imame Hasan, ʿAlī Zain al-ʿĀbidīn, Muhammad al-Bāqir und Dschaʿfar as-Sādiq dem Erdboden gleich machten. Allein das Grab des Propheten in der Prophetenmoschee wurde geschont. Rauchen wurde verboten, die Bevölkerung in der wahhabitischen Lehre zwangsunterrichtet, Beter, die das Gebet nicht entsprechend dem hanbalitischen Ritus verrichteten, zurechtgewiesen. Bücher mit sufischen oder philosophischen Inhalten wurden vernichtet, die Verwendung von Gebetsketten wurde verboten, Feiern zum Prophetengeburtstag ebenfalls. Um den Bruch mit der Vergangenheit zu symbolisieren, wurde im Jahre 1806 die Kaaba mit einer roten Kiswa bekleidet. Die wahhabitische Eroberung von Mekka und Medina löste den osmanisch-saudischen Krieg aus, der bis 1818 dauerte.
Gleichzeitig begannen die Wahhabiten mit Daʿwa-Aktivitäten auch außerhalb der arabischen Halbinsel. Ein großer Sympathisant der Wahhabiten wurde der marokkanische Sultan Sulaimān (reg. 1792–1822), der in der Freitagspredigt aller Moscheen seines Herrschaftsgebietes die sufischen Orden und ihre Riten als Bidʿa („ketzerische Neuerung“) brandmarken ließ.
Im frühen 19. Jahrhundert bildeten sich in verschiedenen Gebieten der islamischen Welt Bewegungen, die den Idealen der Wahhābiyya nachstrebten. Die früheste von ihnen war die Padri-Bewegung bei den Minangkabau auf Sumatra. Einige ihrer Anführer waren während ihrer Pilgerfahrt nach Mekka mit wahhabitischen Ideen in Kontakt gekommen. Die Padris wandten sich insbesondere gegen das System von lokalen Bräuchen und Rechten, das als Adat bekannt ist und in dem die Matrilinearität eine wichtige Rolle spielt. Der Puritanismus der Bewegung fand aber auch in Aktionen gegen Tabakgenuss und Hahnenkämpfe seinen Ausdruck.
1807 wurde Muhammad Ali Pascha von den Osmanen beauftragt, die Heiligen Stätten von den Wahhabiten zu befreien. 1813 konnte einer seiner Söhne Medina und Mekka einnehmen. 1818 eroberten seine Truppen Dirʿiyya, die Hauptstadt der Āl Saʿūd, und zerstörten sie. Damit ging der erste saudische Staat unter. Das wahhabitische Gedankengut hatte sich zu dieser Zeit bereits weit über die Grenzen Arabiens verbreitet. In Bengalen entstand um 1818 die Farā'idī-Bewegung, die besonderen Wert auf die religiösen Pflichten (farāʾiḍ) der Muslime legt. Ihr Gründer Hāddschi Scharīʿatullāh hatte während seiner Pilgerfahrt und dem anschließenden Aufenthalt in Mekka den Islam der Wahhabiten kennengelernt. Als er von dort zurückkam, predigte er den Bauern in Bengalen die Ablehnung der hinduistischen Riten und die alleinige Autorität des Korans und der Aussprüche des Propheten. Die Farā'idī-Bewegung erfasste ganz Bengalen und wurde von Scharīʿatullāhs Sohn Dūdhū Miyān (gest. 1860) fortgeführt, der sie zu einer revolutionären Bewegung weiterentwickelte.
Ebenfalls von den Wahhabiten beeinflusst war die nordindische Bewegung des Saiyid Ahmad Barelwī (gest. 1831), die sich selbst als Tarīqa-yi Muhammadiyya („muhammadanischer Pfad“) bezeichnete. Andere gegnerische muslimische Gruppierungen und die britische Kolonialmacht bezeichneten sie auch explizit als „Wahhabiten“, was allerdings eher ein Kampfbegriff war, um sie zu desavouieren. Wegen der Ähnlichkeit des Gedankenguts wurden im 19. Jahrhundert verschiedene andere indisch-islamische Gruppen wie die Deobandis und die Ahl-i Hadîth als Wahhabiten bezeichnet.

## Die Rückkehr der Wahhabiten (1901–1924) und die Salafīya
Anfang des 20. Jahrhunderts gründete ein Abkömmling der Āl Saʿūd, ʿAbd al-ʿAzīz Ibn Saʿūd, einen neuen saudischen Staat, in dem das im 18. Jahrhundert begründete Projekt einer wahhabitisch-saudischen Allianz fortgeführt wurde. Um die Stabilität seines jungen Staates zu gewährleisten, musste Ibn Saʿūd die großen Beduinenstämme unter seine Kontrolle bringen. Indem er Beduinenstämme sesshaft machte, versuchte er, ihre militärischen Energien im Dienste des Staates zu kanalisieren. Diejenigen, die sich ab 1911/1912 in den neuen landwirtschaftlichen Siedlungen (hiǧar), niederließen, wurden Ichwān (wörtl. „Brüder im Geiste“) genannt. Mit Hilfe dieser Ichwān, die durch Prediger zu glühenden Anhängern der Wahhābiyya bekehrt wurden, gelang es Ibn Saʿūd in den folgenden Jahren, weite Gebiete der arabischen Halbinsel – mit reichlicher Unterstützung durch England – zurückzuerobern. In den unterworfenen Gebieten gingen die Wahhabiten dabei ähnlich vor, wie schon ihre Vorfahren zu Beginn des 19. Jahrhunderts. Nach Eroberung der ostarabischen Provinz al-Hasā 1913 wurden dort zum Beispiel die Schiiten rigide unterdrückt, schiitische Feierlichkeiten wurden verboten.
Im Jahre 1920 setzten sich die wahhabitischen Ichwān im ʿAsīr fest, Ende 1924 überrannten sie den Hedschas und bereiteten dem hāschimitischen Königreich des Hedschas ein Ende. Die wahhabitische Besetzung von Mekka und Medina löste bei vielen Muslimen Entsetzen aus, denn die Wahhabiten richteten dort schwere Zerstörungen an: im April 1926 rissen sie erneut alle Kuppeln und sonstigen Grabbauten im Bereich des Baqīʿ-Friedhofes von Medina nieder. Empörung rief aber auch hervor, dass an den Heiligen Stätten außer der hanbalitischen Gebetsgruppe alle anderen Gebetsgruppen abgeschafft wurden. Zur Abwehr des Einflusses der Wahhābīya schlossen sich im Januar 1926 die aschʿaritisch orientierten Gelehrten in Niederländisch-Indien in einer Gesellschaft mit dem Namen Nahdlatul Ulama („Erhebung der Gelehrten“; kurz NU) zusammen. Die Vereinigung entwickelte sich in der Folgezeit zu einer der größten islamischen Organisationen in der niederländischen Kolonie.
Aufgrund des rigorosen Vorgehens der Wahhabiten gegenüber Pilgern während der Wallfahrt des Jahres 1926 kam es zu starken Irritationen auch im Verhältnis zu Ägypten, auf dessen Versorgung mit Nahrungsmitteln und Wirtschaftsgütern der Hedschas angewiesen war. Deshalb richtete der saudische Herrscher im Sommer 1926 in Mekka einen Islamischen Weltkongress aus, um für Akzeptanz seiner Herrschaft über den Hedschas zu werben.
Die wahhabitischen Ichwān hatten in anderen Ländern aber auch Sympathisanten. Dazu gehörte insbesondere Muhibb ad-Dīn al-Chatīb, ein hanbalitischer Publizist aus Syrien, der seit Anfang der 1920er Jahre in Kairo lebte und 1926 in Mekka eine Niederlassung seiner „salafistischen Druckerei“ (Maṭbaʿa Salafīya) einrichtete. Der Begriff Salafīya hat seinen Ursprung im spätosmanischen Damaskus. Namengebend waren die „frommen Altvorderen“ (as-salaf aṣ-ṣāliḥ) aus den ersten Generationen des Islams, deren Beispiel man nacheifern wollte. Die große Rolle, die Muhibb ad-Dīns mekkanische Druckerei bei der Verbreitung der wahhabitischen Schriften spielte, führte dazu, dass sich die Bedeutung des Begriffs „Salafīya“ änderte. Er wurde jetzt zur Selbstbezeichnung all derjenigen Muslime, die mit den Wahhabiten sympathisierten. Dazu gehörte auch Raschīd Ridā, der bekannteste Schüler Muhammad ʿAbduhs.

## Wahhabiten in Saudi-Arabien
ʿAbd al-ʿAzīz Ibn Saʿūd nahm nach der Eroberung Mekkas den Königstitel an und nannte sich fortan König des Hedschas und Nedschd. 1932 proklamierte er die unter seiner Herrschaft zusammengefassten Territorien zum Königreich Saudi-Arabien. In Saudi-Arabien ist die Lehre Ibn Abd al-Wahhabs seither Staatsdoktrin. 
Auf die Besetzung der Großen Moschee in Mekka Ende 1979 durch wahhabitische Extremisten reagierte die saudische Regierung, die sich zwischenzeitlich liberalisiert hatte, demonstrativ mit einer verstärkten Hinwendung zur Lehre Abd al-Wahhabs. Gleichzeitig fördert der saudische Staat systematisch wahhabitische und andere dogmatische sunnitische Organisationen in allen Teilen der Welt. 
Kennzeichnend für den Einfluss der Wahhabiten sind unter anderem folgende Praktiken im öffentlichen Leben:
- Verbot des Autofahrens für Frauen (2018 abgeschafft)
- Verbot für Frauen, sich in der Öffentlichkeit mit fremden Männern zu zeigen
- Öffentliche Scharia-Strafen wie Hinrichtungen und Auspeitschungen
- Verbot der freien Religionsausübung
- Lange Zeit waren Musik und Fernsehen uneingeschränkt verboten.
- Zerstörung des islamischen Kulturerbes in Saudi-Arabien[27][28]

Als Hochburgen der Wahhabiten im heutigen Saudi-Arabien gelten Riad und Buraida. Insbesondere in den südlichen Altstadtvierteln, die von Einwanderern aus Pakistan dominiert werden, ist der Einfluss groß. Im Unterschied zu Salafisten stehen Wahhabiten loyal zum Königshaus der Saud.
Neben der regulären Polizei hat die islamische Religionspolizei Mutawwiʿ in Saudi-Arabien die Aufgabe, die Einhaltung der koranischen Vorschrift das Rechte zu gebieten und das Verwerfliche zu verbieten in der Öffentlichkeit zu überwachen. Zudem wird während des Freitagsgebets die Predigt in großer Lautstärke übertragen, wobei das gesamte Umfeld der Moschee beschallt wird.
Zu den bekanntesten wahhabitischen Gelehrten in Saudi-Arabien gehören Abd al-Aziz ibn Baz (1909–1999), Muhammad Ibn Uthaymin (1925–2001), Abd al-Aziz bin Abdullah Al asch-Schaich (geb. 1943) und Schuraim Abdul Rahman ibn Abdul Aziz as-Sudais (geb. 1961).

## Wahhabiten in Katar
Der Emir von Katar eröffnete 2011 die staatliche Imam Muhammad Ibn Abdul Wahhab-Moschee in Doha und erklärte bei dieser Gelegenheit, die „muslimische Nation“ benötige die Erneuerung durch die wahhabitische Lehre dringend. Der wahhabitische Islam ist in Katar, wie in Saudi-Arabien, Staatsreligion. Die Förderung wahhabitischer Bestrebungen gehört zu Katars Strategie regionaler Einflussgewinnung.

## Verbreitung nach Westafrika
Mitte der 1940er Jahre verbreitete sich die wahhabitische Lehre auch nach Westafrika, wo sie bestimmten bürgerlichen Schichten, insbesondere Händlern, als „anti-klerikale Ideologie“ zur Brechung der Macht der Marabouts diente. Wahhabiten wurden schon in dieser Zeit als eigene Gruppe in den Netzwerken junger malischer Studenten und Händler mit Kontakten zum Mittleren Osten sichtbar. 1951 gründeten junge Wahhabiten in Bamako eine Zweigniederlassung der Gesellschaft der muslimischen jungen Männer. Wahhabiten traten darüber hinaus in Scharen der Union Culturelle Musulmane (UCM) bei, als diese 1957 ihren ersten Kongress in Dakar abhielt.
Die wahhabitische Lehre fasste schon früh in der Elfenbeinküste Fuß. 1950 rief Kabiné Diané aus Guinea in Bouaké mit der Madrasa Sunniyya die erste wahhabitische Schule ins Leben. Sie hatte zwei Jahre später bereits 354 Schüler. Nach dem Modell der Madrasa Sunniyya wurde 1958 eine zweite wahhabitische Schule in Adjamé gegründet. Die Leitung der Madrasa Sunniyya selbst ging 1958 in die Hände von Mory Moussa Camara aus Mali über, der die Schule in Dar al-Hadith umbenannte. 1962 erhielt die wahhabitische Gemeinde in Abidjan zum ersten Mal eine eigene Moschee.
Schon im Laufe der 1950er Jahre kam es in verschiedenen Städten der Elfenbeinküste zwischen den Wahhabiten und den Anhängern der Marabouts, die die Unterstützung der französischen Kolonialverwaltung hatten, zu Schlägereien. Der bedeutendste derartige Konflikt ereignete sich 1951/1952 in Bouaké, wo die wahhabitische Gemeinschaft relativ zahlreich war. Weitere Streitigkeiten ereigneten sich in Gagnoa (1956), Treichville (1958) und Man (1959 bis 1962). Erneute Konflikte zwischen Wahhabiten und den Vertretern des traditionellen Islams traten in den 1970er Jahren auf, als sich die Wahhabiten in verschiedenen Städten, so in Danané und Korhogo, beim Gebet von den anderen Muslimen absonderten. Ende der 1970er Jahre wurden bei Auseinandersetzungen verschiedene wahhabitische Moscheen zerstört. Mit der Association des musulmans orthodoxes de Côte d’Ivoire (AMOCI) wurde 1976 in der Elfenbeinküste die erste landesweite wahhabitische Organisation geschaffen. Sie benannte sich 1994 in Association des musulmans sunnites de Côte d’Ivoire (AMSCI – „Gesellschaft der sunnitischen Muslime der Elfenbeinküste“) um.